# Франкель, Макс
Макс Франкель (англ. Max Frankel; 3 апреля 1930, Гера, Тюрингия — 23 марта 2025, Нью-Йорк, Нью-Йорк) — журналист и редактор New York Times, лауреат Пулитцеровской премии за международный репортаж 1973 года.

## Биография
Макс Франкель родился в немецком городе Гера в 1930 году. Когда ему исполнилось восемь лет, семью депортировали из Германии в Польшу. В 1940 году они эмигрировали в Соединённые Штаты, где через восемь лет Макс Франкель получил гражданство. Окончив школу в Нью-Йорке, юноша поступил в Колумбийский университет, где изучал американское государственное управление. Там же присоединился к студенческой газете и писал заметки о жизни университета для New York Times. Когда в 1952 году он получил степень бакалавра, его приняли в основной штат издания. Через четыре года Франкеля назначили европейским обозревателем New York Times. На этой должности он освещал нараставшие революционные настроения в Польше и Венгрии. Весной 1957 года редакция отправила репортёра в московское бюро, в течение последующих двух с половиной лет он активно путешествовал по Советскому Союзу. Когда репортёр вернулся в Нью-Йорк, он сосредоточился на освещении тем связанных с Организацией Объединённых Наций и несколько раз выезжал на Кубу.
Во второй половине 1960-х годов Франкель переехал в Вашингтон. Основной темой его материалов стала деятельность Государственного департамента и ЦРУ, вскоре корреспондента повысили до представителя New York Times в Белом доме и руководителя вашингтонского бюро издания. В 1972 году Франкель вошёл в группу журналистов, сопровождавших президента Ричарда Никсона в дипломатической поездке в Китай. За свои депеши из Пекина годом позже он был награждён Пулитцеровской премией. К моменту объявления награды он занимал должность воскресного редактора издания, которую в 1977 году сменил на пост руководителя редакционного и аналитического отделов. В 1986—1994 годах он занимал должность выпускающего редактора New York Times. В 1995-м Франкель вернулся к работе автора: вёл колонку о коммуникациях в журнале Time, издал три книги, основанные на его профессиональном опыте: «Ровно в полдень Холодной войны», «The Times моей жизни» и «Моя жизнь с Times».
Скончался 23 марта 2025 года.

## Личная жизнь
Первой женой Макса Франкеля стала выпускница Колумбийского университета и новостной редактор Тобия Браун. Пара воспитала троих детей: Дэвида, Марго и Джонатана. В 1987 году супруга журналиста скончалась от опухоли головного мозга. Через год Франкель женился повторно, его парой стала колумнистка New York Times Джойс Перник.